# Aderus corumbanus
Aderus corumbanus es una especie de coleóptero de la familia Aderidae. Fue descrita científicamente por Maurice Pic en 1935.

## Distribución geográfica
Habita en Brasil.